# Martin Henderson
Martin Henderson (sinh ngày 8 tháng 10 năm 1974) là một nam diễn viên người New Zealand.